# Apamea sicula
Apamea sicula är en fjärilsart som beskrevs av Turati 1909. Apamea sicula ingår i släktet Apamea och familjen nattflyn. Inga underarter finns listade i Catalogue of Life.